# Puente de Sidi Rached
El Puente de Sidi Rached es un puente de la carretera que cruza el desfiladero del río Rhummel y conecta el distrito Coudiat (centro) a la estación de Constantino. Fue construido en Constantina en Argelia entre 1908 y 1912 por el ingeniero Aubin Eyraud, era el más puente de piedra más alto en el mundo cuando fue construido. 
Su longitud es de 447 metros con 27 arcos de uns 70 metros, el punto más alto alcanza los 107 metros.